# Rio de San Maurizio
Le rio di (ou de) San Maurizio (canal de Saint-Maurice) est un canal de Venise dans le sestiere de San Marco.

## Toponymie
Le nom provient de l'Église San Maurizio.

## Description
Le rio di San Maurizio a une longueur d'environ 180 mètres. Partant du ponte de la Malvasia Vecchia entre fondamente du même nom et Campiello dei Calegheri, il prolonge le rio Malatin vers le sud. Le nom malvasia réfère à un magasin de vins importés par bateau.

Il passe d'abord sous le ponte Corner Zaguri, qui relie le campo della Feltrina (à l'est) avec la calle Zaguri (à l'ouest). Les Zaguri furent des nobles de Cattaro (anc. Saraceni), établis à Venise depuis 1504. ici se trouve aussi le palais Zaguri (rive est), tandis qu'en face s'érige le palais Malipiero.

Plus vers le sud, le rio longe encore le palais Duodo Balbi Valier sur son flanc est. Finalement, il débouche sur le Grand Canal entre le Palais Corner della Ca' Grande(it) à l'ouest et le palais Minotto Barbarigo à l'est.

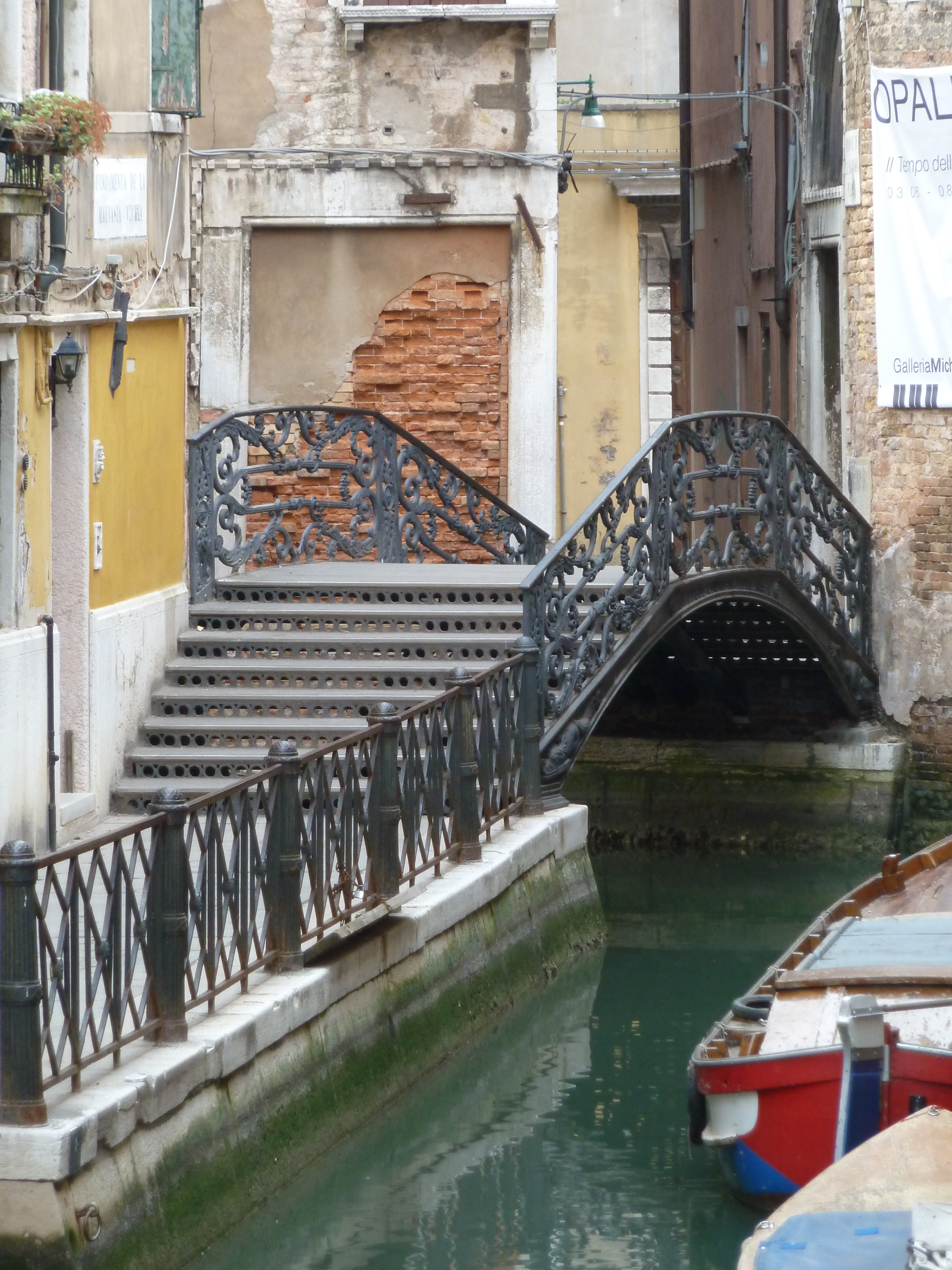
Ponte et Fondamenta de la Malvasia Vecchia
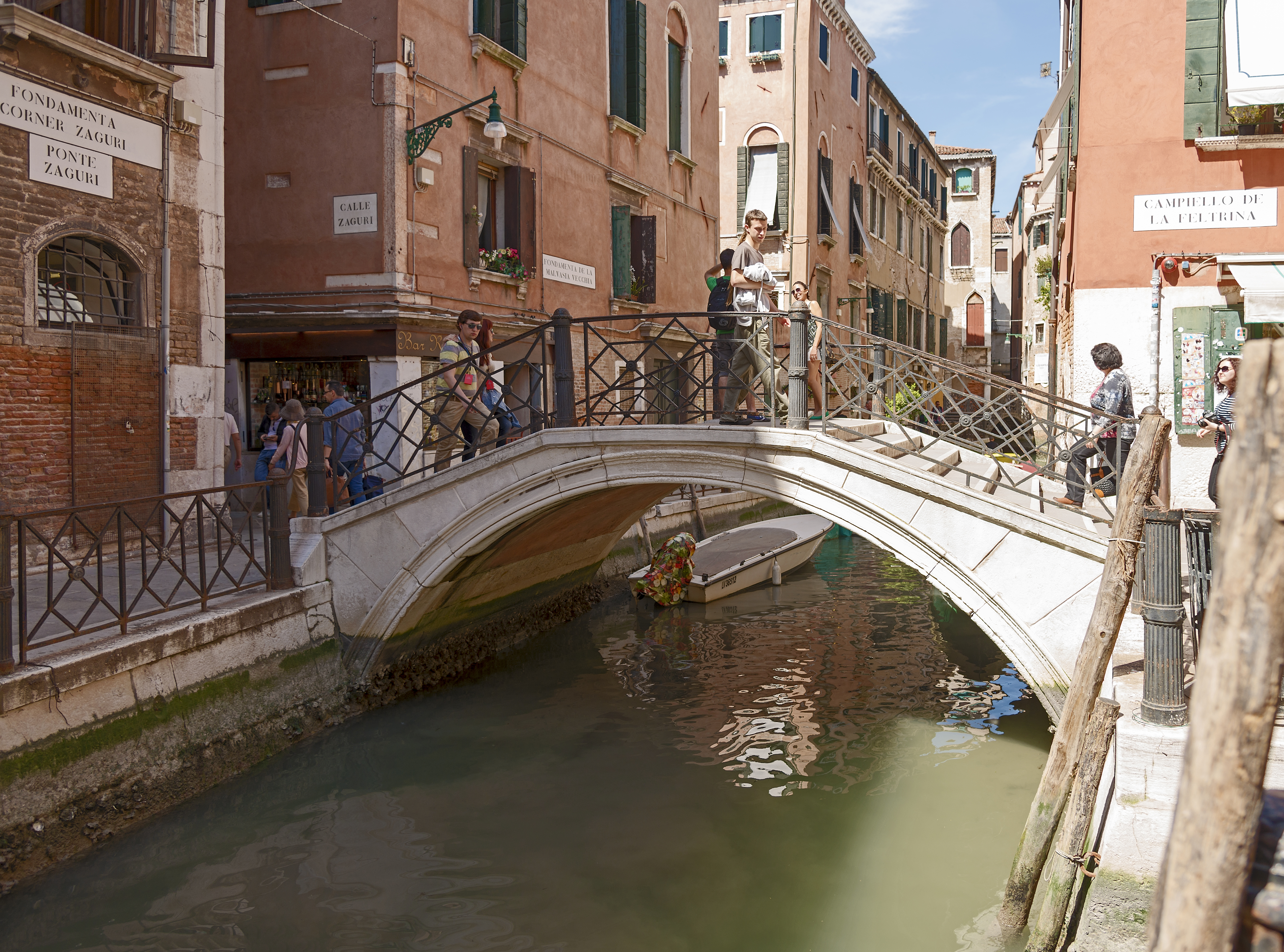
Ponte Zaguri
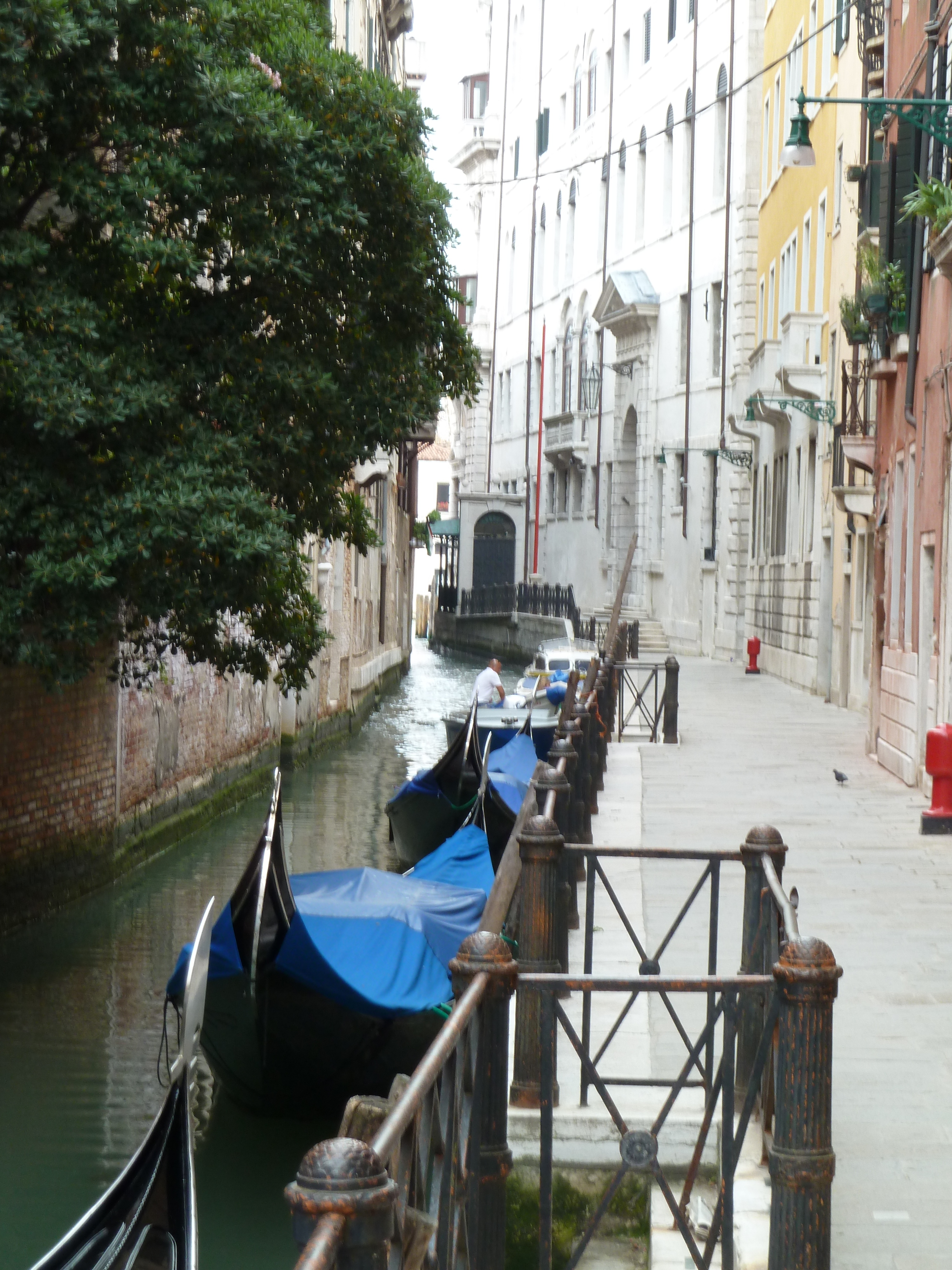
Fondamenta Corner Zaguri et au bout, le palais Corner della Ca'Granda
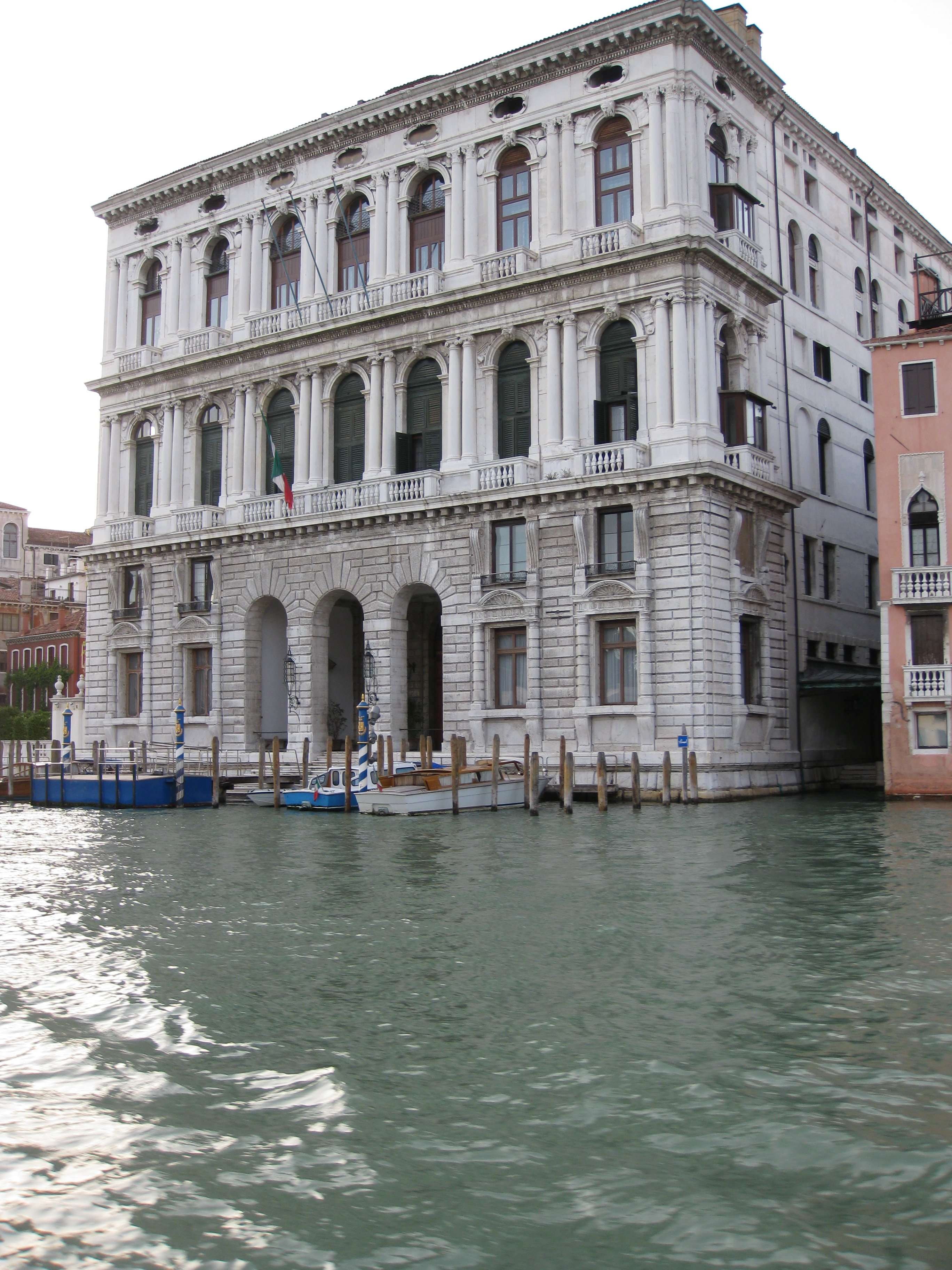
Embouchure du rio à droite du palais